# Chaetodipus penicillatus
Chaetodipus penicillatus is een zoogdier uit de familie van de wangzakmuizen (Heteromyidae). De wetenschappelijke naam van de soort werd voor het eerst geldig gepubliceerd door Woodhouse in 1852.

## Voorkomen
De soort komt voor in Mexico en de Verenigde Staten.